# معركة بوخارست
معركة بوخارست (بالإنجليزية: Battle of Bucharest)‏ كانت معركة مهمة خلال حملة رومانيا في الحرب العالمية الأولى، فقد احتلت قوات دول المركز عاصمة رومانيا.